# 罗马济耶尔
罗马济耶尔（法語：Romazières，法語發音：[ʁɔmazjɛʁ]）是法国滨海夏朗德省的一个市镇，位于该省东部，属于圣让当热利区。

## 地理
罗马济耶尔（45°59'33"N, 0°10'27"W）面积8.7 平方千米，位于法国新阿基坦大区滨海夏朗德省，该省份为法国西部滨海省份，北起旺代省，西临大西洋，南至吉倫特省，东南接多爾多涅省，东北接德塞夫勒省接壤，东临夏朗德省。
与罗马济耶尔接壤的市镇（或旧市镇、城区）包括：莱塞迪、方丹沙朗德赖、内雷、萨莱涅、塞涅、维利耶库蒂尔、欧比涅。

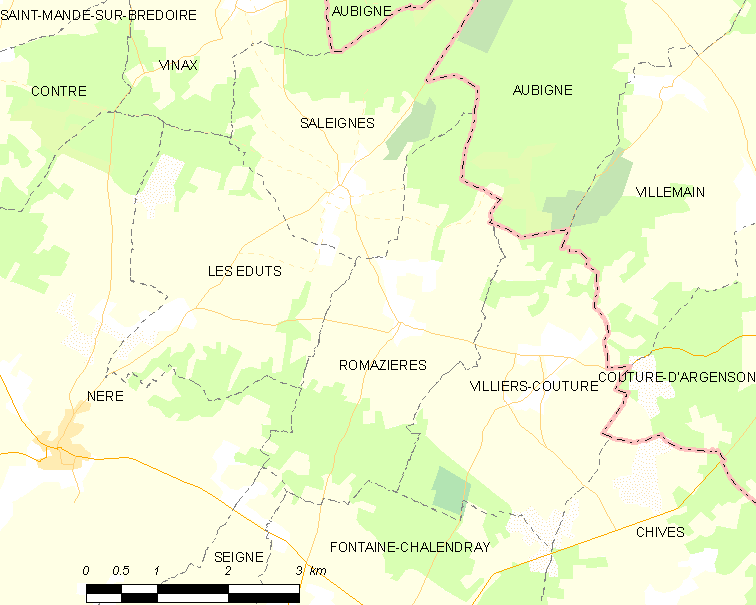
罗马济耶尔的OSM定位图

罗马济耶尔的时区为UTC+01:00、UTC+02:00（夏令时）。

## 行政
罗马济耶尔的邮政编码为17510，INSEE市镇编码为17301。

## 政治
罗马济耶尔所属的省级选区为马塔县。

## 人口

1962-2008年间罗马济耶尔人口变化图示

罗马济耶尔于2022年1月1日时的人口数量为83人。